# Arcola, Saskatchewan
Arcola är en ort i Kanada.   Den ligger i provinsen Saskatchewan, i den sydöstra delen av landet, 2 100 km väster om huvudstaden Ottawa. Arcola ligger 607 meter över havet och antalet invånare är 649.
Terrängen runt Arcola är platt. Trakten runt Arcola är nära nog obefolkad, med mindre än två invånare per kvadratkilometer.. Närmaste större samhälle är Carlyle, 15,6 km öster om Arcola. 
Trakten runt Arcola består till största delen av jordbruksmark.